# Atletico Piombino
L'Atletico Piombino Società Sportiva Dilettantistica, nota anche come Atletico Piombino o, più semplicemente, Piombino è una società calcistica italiana con sede nella città di Piombino, che milita in Promozione.

## Storia

### Dalle origini agli anni novanta

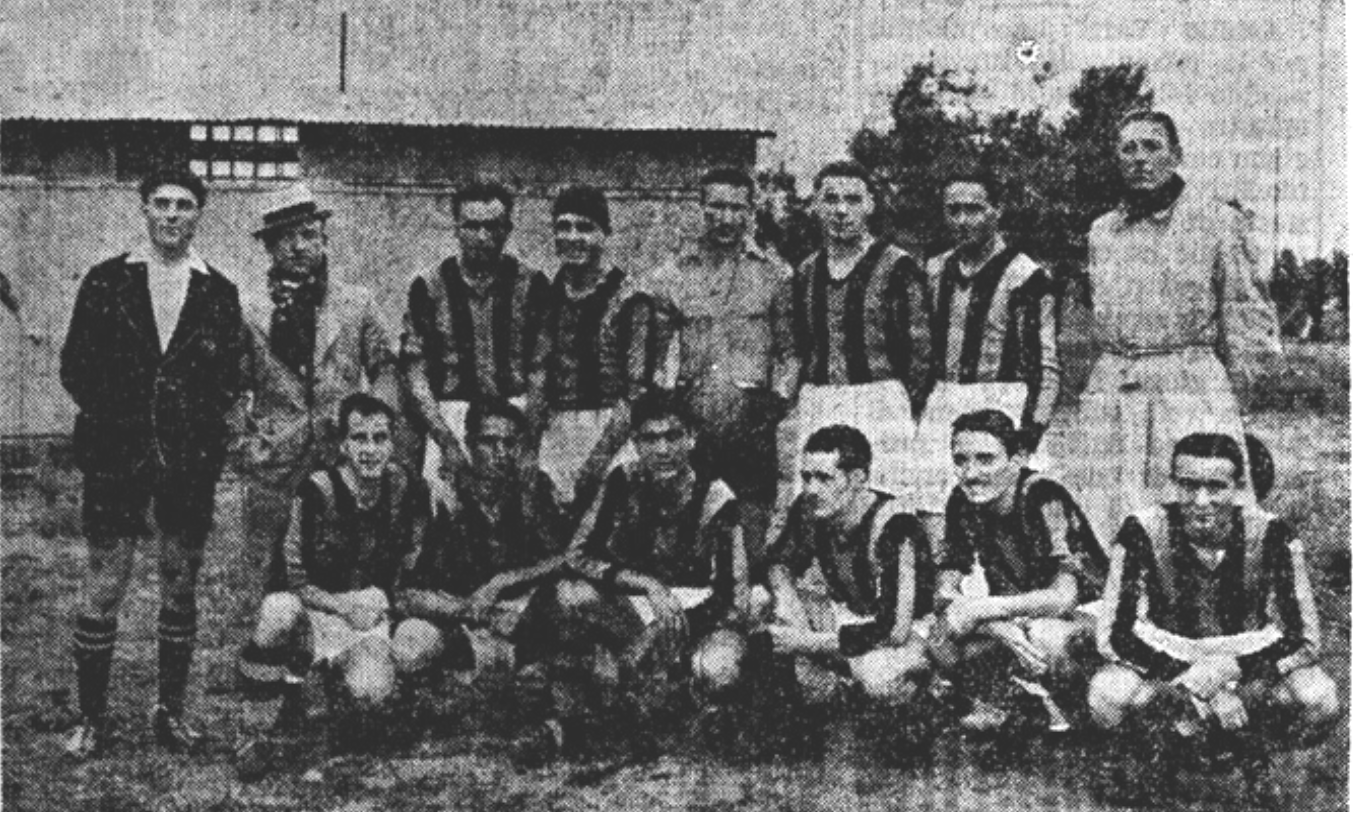
La Sempre Avanti Piombino della stagione 1935-36, alla prima edizione della Serie C

La società fu fondata nel 1921 con il nome di Unione Sportiva Piombinese. Nel 1922, in occasione della fusione con la Società Ginnastica Sempre Avanti, un'altra associazione sportiva della città toscana, assunse il nome di quest'ultima, diventando Unione Sportiva Sempre Avanti; a partire da quell'anno, iniziò a giocare nel campionato di Terza Divisione, ottenendo poi la promozione per riforma dei campionati. Nel 1931, vincendo a Viareggio uno spareggio contro il Grosseto si guadagnò la Prima Divisione, terzo livello del campionato italiano di calcio. Nella stagione del rinnovamento, che portò la Prima Divisione a trasformarsi in Serie C, per la prima volta nella sua storia la Sempre Avanti si guadagnò la permanenza nei campionati nazionali evitando la retrocessione battendo il Grosseto e il Signe.
Nel 1938, la Sempre Avanti terminò il campionato all'ultimo posto, retrocedendo in Prima Divisione; ma nell'estate di quell'anno, la società sportiva chiuse i battenti e l'avvento della seconda guerra mondiale impedì la creazione di una nuova squadra che potesse partecipare ai campionati nazionali fino al 1945, quando vide la luce l'Unione Sportiva Piombino.
Quelli del secondo dopoguerra furono anni felici per la squadra toscana, sostenuta economicamente dallo stabilimento siderurgico La Magona d'Italia. In pochi anni ottenne la Serie C e, al termine del campionato 1950-1951, la promozione in Serie B.

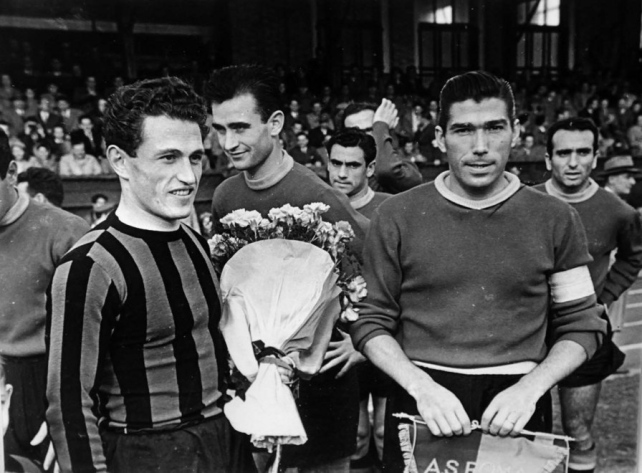
Enrico Zucchinali e Armando Tre Re prima del calcio d'inizio di Piombino-Roma (3-1)

Il Piombino ben figurò nel suo primo campionato di Serie B (1951-1952), nel corso del quale raggiunse l'apice della popolarità dopo aver battuto la blasonata Roma, terminando al sesto posto, un piazzamento al di sopra delle aspettative. Ma nei due anni successivi La Magona ebbe dei gravi problemi economici che portarono al licenziamento di oltre duemila operai. La crisi dell'acciaieria colpì così anche la società nerazzurra, che dopo appena tre stagioni tra i cadetti ritornò in Serie C, retrocedendo all'ultima giornata del campionato 1953-1954. Nel 1956 retrocesse anche dalla Serie C.
Da quel momento il Piombino non fece più ritorno nei campionati di vertice, ma navigò per lunghi anni tra i campionati regionali e quelli interregionali. Nel 1996 le difficoltà finanziarie la portarono alla fine dell'attività sportiva e dalle sue ceneri nacque l'Associazione Sportiva Piombino.

### La rinascita: Atletico Piombino
Nel 2004, a causa di alcune controversie societarie, la società fu totalmente rifondata e grazie all'impegno del nuovo presidente Roberto Ciompi nacque l'Atletico Piombino, che ripartì dalla Terza Categoria e ottenne la promozione immediata in Seconda Categoria. Nella stagione 2006-2007 poi terminò al primo posto il campionato e guadagnò la promozione in Prima Categoria.
Nel 2007 la guida della società nerazzurra è passata nelle mani dell'imprenditore piombinese Massimiliano Spagnesi che ha dato vita a un progetto di rinnovamento basato sul rafforzamento dell'organico della prima squadra e sul rilancio del settore giovanile nerazzurro.
Nella stagione 2007-2008 la squadra ha assorbito il salto di categoria, disputando una stagione di transizione.
Grazie ad alcuni innesti di qualità la squadra aspira nel 2008-2009 a recitare un ruolo da protagonista nel campionato di Prima Categoria ed ottiene un ottimo quinto posto finale con 45 punti: piazzamento che vale la qualificazione ai play-off, nei quali la squadra non riesce ad ottenere la promozione.
Ancora play-off nella stagione 2009-2010 ottenuti grazie ad un ottimo terzo posto finale nel campionato, ma anche stavolta non riesce ad ottenere la promozione.
Nella stagione 2010-2011 la squadra conduce un campionato di testa fino all'ultima giornata, alternandosi in testa al campionato con il Cenaia, che per un punto precederà la squadra piombinese, facendo sfumare la promozione diretta nel campionato di Promozione Toscana.
Ottenuti i play-off, la squadra li conduce vincendo con autorevolezza semifinali e finale ed ottenendo la promozione nella categoria superiore. Promozione che non è stata ratificata dalla FIGC dopo aver stabilito le classifiche di merito tra tutte le vincitrici dei play-off della stagione, costringendo così i nerazzurri ad affrontare per il quinto anno consecutivo la Prima Categoria.
Nella stagione 2012-2013 vince il girone D del campionato di Prima Categoria Toscana con due turni di anticipo venendo promosso in Promozione Toscana dopo 14 anni di assenza.
L'Atletico Piombino nella nuova stagione da neopromossa di Promozione ottiene ottimi risultati: la squadra finisce la stagione al secondo posto, dopo la sconfitta per 0-1 con il Cuoiopelli, nello spareggio tenutosi sul campo neutro di Volterra. Il Piombino di Tiziano Di Tonno si vede così costretto ad affrontare i play-off per sperare nella promozione in Eccellenza. Nei play-off sconfigge il Certaldo e l'Armando Picchi, accedendo così a quelli intergirone, dove incontra il Seravezza, finalista di Coppa Toscana di Promozione. La semifinale, giocata sul campo neutro di San Giuliano Terme, vede sconfitta la squadra piombinese per 2-4 dopo i tempi supplementari. In seguito alla promozione della Sangiovannese in Serie D, l'Atletico Piombino viene ripescato e promosso in Eccellenza, campionato al quale mancava dalla stagione 1994-1995.
Il ritorno in Eccellenza non è dei migliori, il campionato si presenta tutto in salita a causa dell'infortunio alla seconda giornata dell'attaccante Alberto Papa. Dopo una buona campagna acquisti di riparazione, la squadra riesce piano piano a risollevarsi fino ad ottenere all'ultima giornata una salvezza sofferta, con un solo punto di vantaggio dai play-out.
Anche nella stagione successiva il club si pone l'obiettivo di rimanere nella categoria, considerate le risorse economiche a disposizione. Dopo un altro girone di andata caratterizzato da stenti e discontinuità, in cui vengono perse molte occasioni per guadagnare punti, i nerazzurri cambiano marcia nell'anno nuovo e con una serie di risultati positivi riescono a salvarsi con una giornata di anticipo. Al termine della stagione mister Di Tonno lascia la panchina dopo aver scritto in quattro anni una pagina importante per la società piombinese.
Nella stagione 2016-2017 la panchina viene affidata a Sebastiano Miano, colonna della formazione nerazzurra negli anni passati: l'ex difensore del Grosseto, dopo un avvio piuttosto difficile, riesce a far ingranare la squadra facendole così chiudere la stagione regolare al terzo posto, posizione che garantisce la partecipazione agli spareggi per la promozione in Serie D. Nello spareggio tenutosi sul campo neutro di Gavorrano però i nerazzurri escono sconfitti 2 a 0 contro il più quotato Roselle, perdendo così l'occasione di accedere ai play-off nazionali. Sempre in questa stagione si assiste ad un netto ritorno del pubblico nell'impianto locale, con picchi di quasi mille spettatori come nel derby con il Cecina di marzo 2017, quando i nerazzurri si imposero per 4 a 1 di fronte ad un pubblico d'altri tempi. Nella stagione 2017-2018 il Piombino, almeno nella prima parte di stagione, lotta per le prime posizioni della classifica, insieme a Sangimignano, Grosseto, Cuoiopelli e Poggibonsi, ottenendo vittorie di rilievo proprio con questi ultimi e i più blasonati maremmani. Nel girone di ritorno però, complice qualche partenza di troppo tra la rosa nerazzurra e numerose sconfitte soprattutto nel mese di gennaio e marzo, il Piombino scivola al sesto posto nel quale chiuderà la stagione.
Nella stagione 2018-2019, si assiste a un gran riavvicinamento della città nei confronti della propria squadra. In estate, infatti, la società annuncia molti colpi di mercato. Sul campo però, la musica è ben diversa; il Piombino fatica molto e dopo quattro giornate mister Riitano rassegna le proprie dimissioni. A ottobre subentra Riccardo Fratini e nonostante nei primi mesi i nerazzurri mettano in fila un filotto di risultati utili consecutivi, tra gennaio e febbraio la squadra ripiomba nelle ultime posizioni. Fratini viene esonerato, e la squadra affidata a Mirko Serena come soluzione interna. Il Piombino nonostante questo, non riesce a risollevarsi e termina al penultimo posto davanti al Cecina, retrocedendo quindi in Promozione.
Dopo una sola stagione in Promozione, data la sospensione dei campionati per la pandemia di COVID-19 e il contemporaneo secondo posto in classifica, il Piombino viene ammesso al campionato di Eccellenza 2020-2021. La stagione dei neroazzurri viene però interrotta alla seconda giornata per la sospensione del campionato per cause sanitarie e la successiva rinuncia della società a partecipare alla ripresa nella primavera 2021.

## Colori e simboli

### Colori
L'uniforme di gioco del Piombino è una maglia a strisce verticali nere e azzurre, tradizionalmente abbinata a pantaloncini e calzettoni neri; in alcune stagioni sono stati indossati anche calzoncini bianchi, ad esempio negli anni 1930, oppure azzurri. Nonostante storicamente la seconda maglia del Piombino fosse amaranto, negli ultimi anni il Topolino ha sempre vestito come divisa da trasferta, o il bianco o il gialloblù.

## Strutture

### Stadio

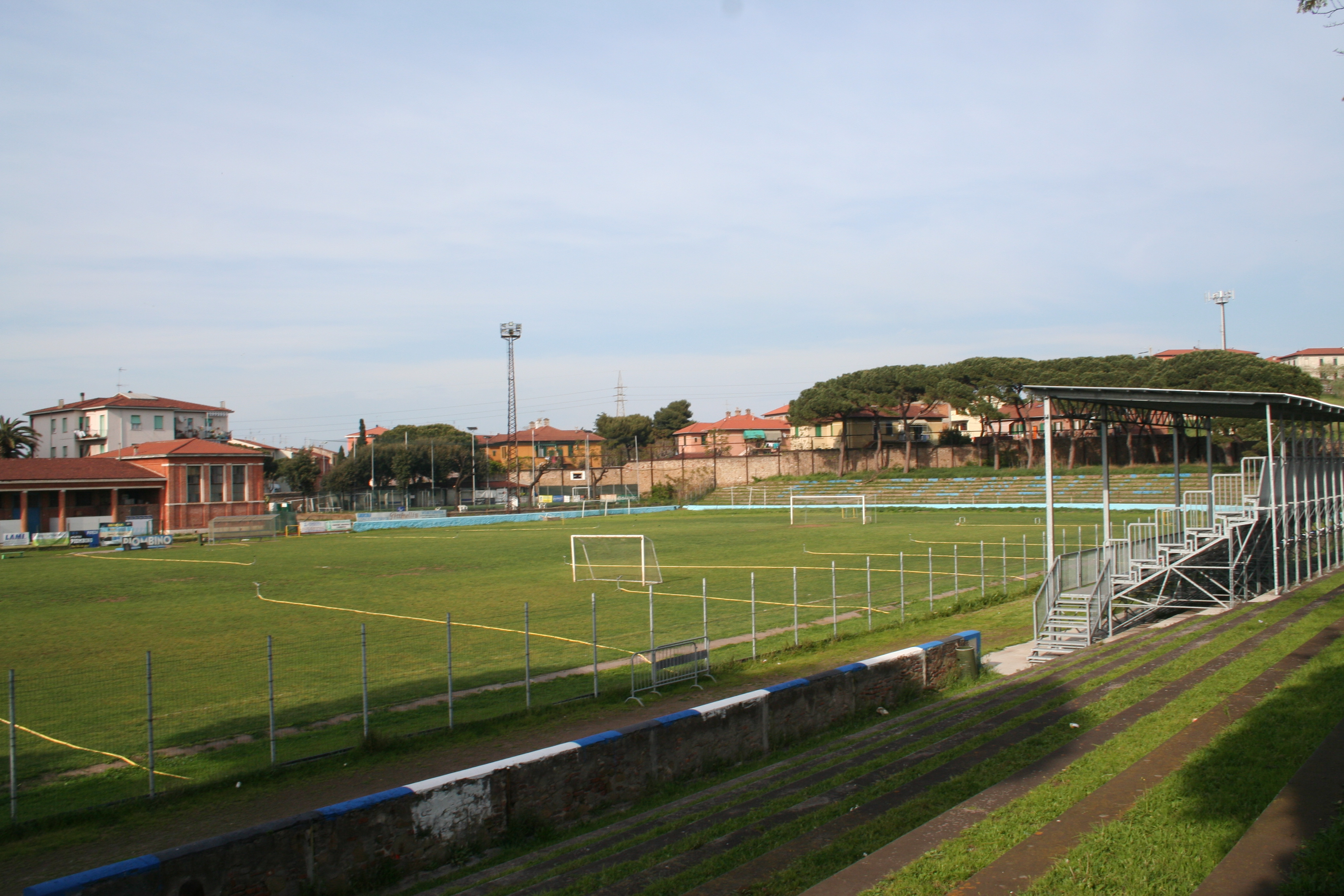
Lo Stadio Magona d'Italia, impianto casalingo dal 1936

Il primo campo sportivo in assoluto utilizzato dal club fu Piazza Dante, messo a disposizione dal Comune nel 1921. Furono gli stessi giocatori a sistemare il campo spalando terra, togliendo sassi e riempiendo buche. In occasione delle partite domenicali mettevano le reti, segnavano il campo e delimitavano con corde il posto per il pubblico. Per spogliatoi venivano utilizzate le aule delle Scuole Elementari adiacenti al terreno di gioco.
Il primo campo sportivo regolamentare fu lo Stadio Motovelodromo Giuseppe Salvestrini, costruito su un terreno concesso dall'Ilva, situato nella parte orientale della città, sulla sinistra di Corso Italia. Lo stadio fu inaugurato il 20 agosto 1924 con una capienza di 3 000 posti e fu utilizzato dalla squadra piombinese fino al 1936, anno in cui venne inaugurato il nuovo stadio. L'impianto sportivo venne demolito nel 1939 per ampliare l'area industriale.
Dal 1936 le partite casalinghe dell'Atletico Piombino si giocano allo Stadio Magona d'Italia, impianto, oggi di proprietà comunale, voluto da La Magona d'Italia, società siderurgica della città di Piombino, la quale dedicò l'impianto alla cittadinanza piombinese, così come è riportato sulla lapide commemorativa situata all'ingresso. Attualmente la capienza è di 2 500 posti a sedere, mentre in origine era di circa 12 000 posti.
Ad oggi, 2021, grazie all'aiuto di volontari supportati da società e amministrazioni locali lo stadio ha subito varie migliorie, tra cui 2 nuovi ingressi separati per tifoseria ospite e locale, e la riapertura della vecchia Curva Tolla, un tempo curva di casa, oggi destinata agli ospiti e che per tale motivo ha suscitato rumorose proteste tra i tifosi. Inoltre anche gli spogliatoi e la sede societaria sono stati recentemente rinnovati.

## Società

### Settore giovanile
La società nerazzurra ha avuto stretti rapporti di collaborazione a livello di settore giovanile con le società del Livorno e dell'Empoli.
Nella seconda metà del Novecento, tra i calciatori cresciuti nel vivaio nerazzurro si segnalano Nedo Sonetti, cinque stagioni in Serie B, Aldo Agroppi, dieci stagioni in Serie A e cinque presenze nella nazionale italiana, e Stefano Da Mommio, tre stagioni in Serie B.

## Allenatori e presidenti
- 1924-1925  ... Belleni
- 1925-1930  ... Papp
- 1930-1931  Giovanni Battista Rebuffo
- 1935-1937  Dino Nassi
- 1937-1938  Gyula Lelovics
- 1945-1946 ...
- 1946-1948  Mario Zanello
- 1948-1951  Fioravante Baldi
- 1951-1952  Fioravante Baldi (1ª-36ª)
 Bruno Mochi (37ª-38ª)
- 1952-1953  Nello Bechelli (1ª-29ª)
 Ferruccio Valcareggi (30ª-34ª)
- 1953-1955  Ferruccio Valcareggi
- 1955-1956  Bruno Mochi
- 1963-1966  Gustavo Fiorini
- 1966-1968  Remo Lancioni
- 1968-1969  Remo Lancioni
 Dante Pepi e Gino Ieri
- 1974-1975  Emilio Reami
- 1975-1976 ...
- 1976-1977  Patrizio Barontini
- 1977-1978 ...
- 1978-1979  Romano Magherini
- 1981-1982  Emilio Reami
- 1982-1983  Lamberto Pazzi
- 1986-1987  Franco Cioni
- ????-1997  Vanio Gori
- 1997-1998  Paolo Vivoli
 Mauro Serena
- 1998-1999  Vanio Gori
- 1999-2000  Gianluca Vallesi
 Emilio Reami
 Alessandro Guasti e Sergio Picchi
- 2000-2001  Luciano Bianchi
 Mauro Serena
- 2001-2002  Enrico Favilli
- 2002  Marco Fedeli[27]
- 2002-2004  Riccardo Villani
- 2004  Nedo Nencioni[28]
- 2004-2006  Gabriello Carpita
- 2006-2007  Andrea Balestracci
- 2007-2009  Walter Favilli
- 2009-2010  Alberto Lazzerini
- 2010-2012  Vanio Gori
- 2012-2016  Tiziano Di Tonno
- 2016-2018  Sebastiano Miano
- 2018-2019  Nicola Riitano (1ª-4ª)
 Pier Paolo De Blasi (ad interim) (5ª)
 Riccardo Fratini (6ª-20ª)
 Mirko Serena (21ª-30ª)
- 2019-2021  Manuel Madau
- 2021-2022  Tiziano Di Tonno
- 2022-2023  Antonio Brontolone
- 2023-2024  Antonio Brontolone (1ª-14ª)
 Riccardo Venturi (15ª-30ª)
- 2024-2025  Riccardo Venturi (1ª-14ª)
 Diego Verdiani (15ª-27ª)
 Luca Gherardini e Marco Masullo (28ª-30ª)
- 2025-2026  Luca Gherardini e Marco Masullo (1ª-oggi)

- 1936-1938  Alfredo Maglio
- 1951-1955  Baldino Giusti
- 1955-1956  Cino Brusci
- 1965-1970  Vittorio Fedi
- 1970-1971  Gino Volpi
- 1978-1979  Irio Camarri
- 1981-1982  Franco Luzzetti
- 1986-1987  Rolando Tamburini
- 1989-1994  Piero Fregosi
- ????-1998  Riccardo Fulceri
- 1998-2001  Piero Toniol
- 2001-2004  Raimondo Medda
- 2004-2006  Roberto Ciompi
- 2006-2007  Andrea Rossi
- 2007-oggi  Massimiliano Spagnesi

## Calciatori

### Capitani
- Dante Pepi (1935-1938)[29][30]

## Palmarès

### Competizioni interregionali
- Serie C: 2

1947-1948 (girone D - Lega Interregionale Centro), 1950-1951 (girone C)

### Competizioni regionali
- Seconda Divisione: 1

1930-1931 (girone B)
- Prima Categoria: 4

1962-1963 (girone A), 1986-1987 (girone A), 1988-1989 (girone B), 2012-2013 (girone D)
- Promozione: 2

1976-1977 (girone A), 1982-1983 (girone A)
- Seconda Categoria: 1

2006-2007 (girone F)

### Competizioni provinciali
- Terza Categoria: 1

2004-2005

### Altri piazzamenti
- Serie C:

Secondo posto: 1935-1936 (girone D), 1946-1947 (girone D - Lega Interregionale Centro), 1949-1950 (girone C)
- Eccellenza:

Terzo posto: 2016-2017 (girone A)
- Promozione:

Secondo posto: 1991-1992 (girone B), 2013-2014 (girone C), 2019-20(girone C)
Terzo posto: 1975-1976

## Statistiche e record

### Partecipazione ai campionati
| Livello | Categoria                 | Partecipazioni | Debutto   | Ultima stagione | Totale |
| ------- | ------------------------- | -------------- | --------- | --------------- | ------ |
| 2º      | Serie B                   | 3              | 1951-1952 | 1953-1954       | 3      |
| 3º      | Prima Divisione           | 4              | 1931-1932 | 1934-1935       | 14     |
| 3º      | Serie C                   | 10             | 1935-1936 | 1955-1956       | 14     |
| 4º      | Terza Divisione           | 2              | 1926-1927 | 1927-1928       | 18     |
| 4º      | Seconda Divisione         | 3              | 1928-1929 | 1930-1931       | 18     |
| 4º      | IV Serie                  | 1              | 1956-1957 | 1956-1957       | 18     |
| 4º      | Campionato Interregionale | 2              | 1957-1958 | 1958-1959       | 18     |
| 4º      | Serie D                   | 10             | 1959-1960 | 1977-1978       | 18     |
| 5º      | Serie D                   | 2              | 1978-1979 | 1979-1980       | 2      |

### Partecipazioni alle coppe
| Competizione | Partecipazioni | Debutto   | Ultima stagione | Totale |
| ------------ | -------------- | --------- | --------------- | ------ |
| Coppa Italia | 3              | 1935-1936 | 1937-1938       | 3      |

## Tifoseria
Già negli anni 70 a Piombino si erano i formati i primi gruppi organizzati, gli Ultras Piombino andati poi scomparsi con la decaduta della squadra nelle serie dilettanti. Nel 2006-2007 fanno l'esordio le Compagini Piombinesi.
Nella stagione 2013-2014, l'entusiasmo per il buon campionato disputato dall'Atletico Piombino porta alla formazione di un gruppo ultras, nominato Brigate d'Acciaio, in onore della tradizione siderurgica della città. In occasione della fondazione del gruppo, i tifosi stringono un'amicizia con i sostenitori del Rosignano, i quali verranno poi ospitati in curva nei match di campionato e coppa Italia. Da segnalare come nel corso delle ultime stagioni, la tifoseria organizzata locale sia spostata dal settore denominato "Curva Tolla", alla gradinata; inoltre, più e più volte le Brigate d'Acciaio hanno ospitato in curva la "Marea Giallobù", gruppo organizzato che segue la locale squadra di basket. Con i tifosi del Livorno invece, non esiste una vera e propria amicizia, bensì tanti piombinesi si recano a vedere le partite casalinghe degli amaranto. Nell'agosto del 2019, le Brigate d'Acciaio annuncia il proprio scioglimento, lasciando così un vuoto all'interno del tifo organizzato cittadino. Ad oggi, al seguito dei nerazzurri non c'è nessun gruppo organizzato.
Le più forti rivalità invece sono quelle con Cecina, Cuoiopelli e i rivali storici della vicina Venturina.

### Rivalità
- Cecina
- Cuoiopelli
- Venturina

### Amicizie
- Rosignano Sei Rose
- Livorno